# Ruta 244 (Costa Rica)
La Ruta 244, oficialmente Ruta Nacional Secundaria 244, es una ruta nacional de Costa Rica ubicada en la provincia de San José.

## Descripción
En la provincia de San José, la ruta atraviesa el cantón de Pérez Zeledón (los distritos de Daniel Flores, Platanares, Pejibaye).